# Hyundai Excel
Hyundai Excel (кор.: 현대 엑셀) — субкомпактный автомобиль южнокорейской компании Hyundai Motors. Пришёл на смену заднеприводной модели Hyundai Pony.
В США автомобиль экспортировался японской компанией Mitsubishi под названием Mitsubishi Precis.

## Первое поколение (X1; 1985—1989)
Первое поколение автомобилей Hyundai Excel производилось с 1985 года. Журнал Fortune признал автомобиль «Лучшим продуктом № 10». Всего было продано 168862 единицы. Цена автомобиля — 9990 австралийских долларов. В Европе модель продавалась под названием Hyundai Pony. В 1987 году модель прошла рестайлинг и получила индекс XP.

### Галерея

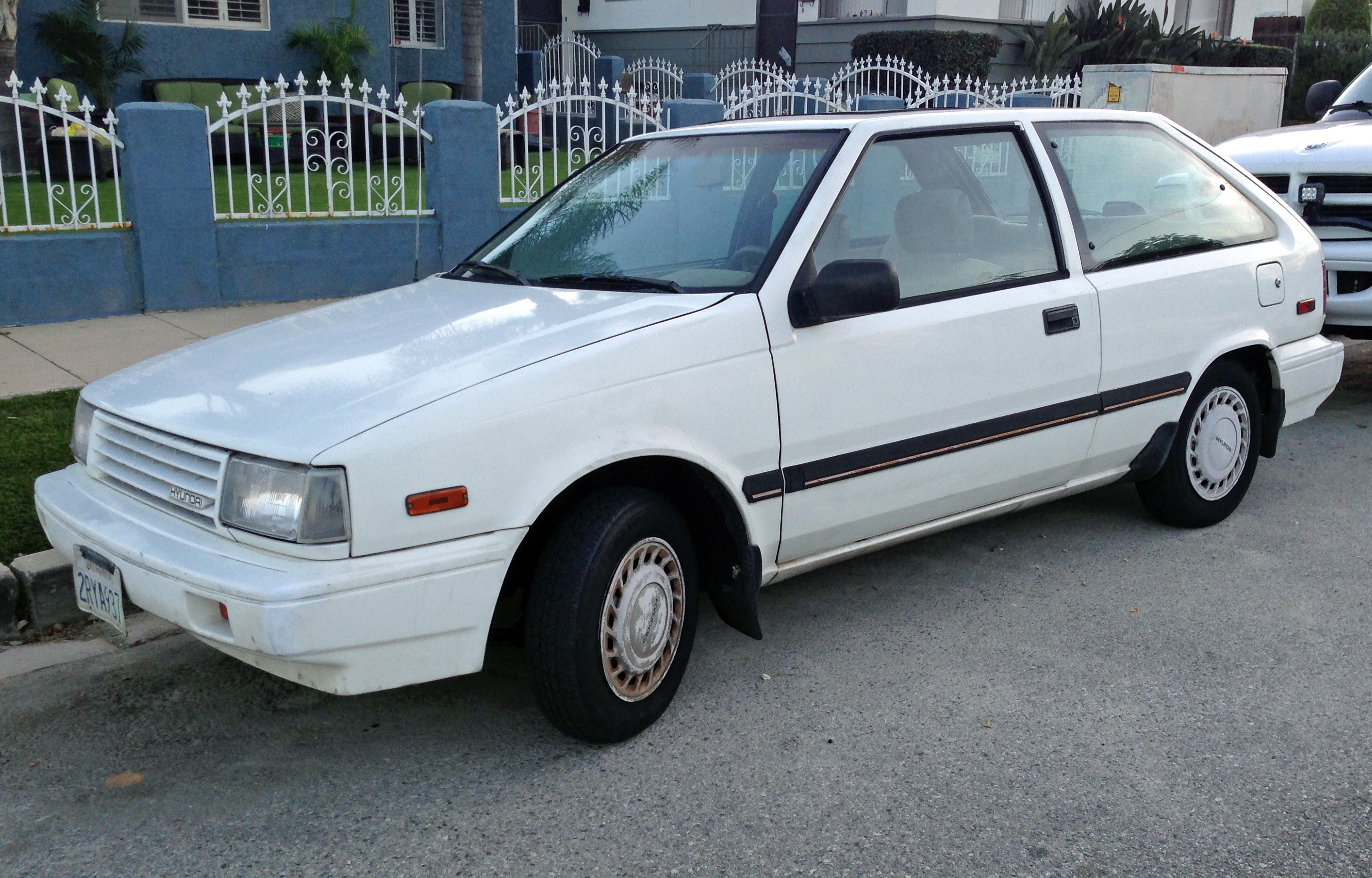
Hyundai Excel GL
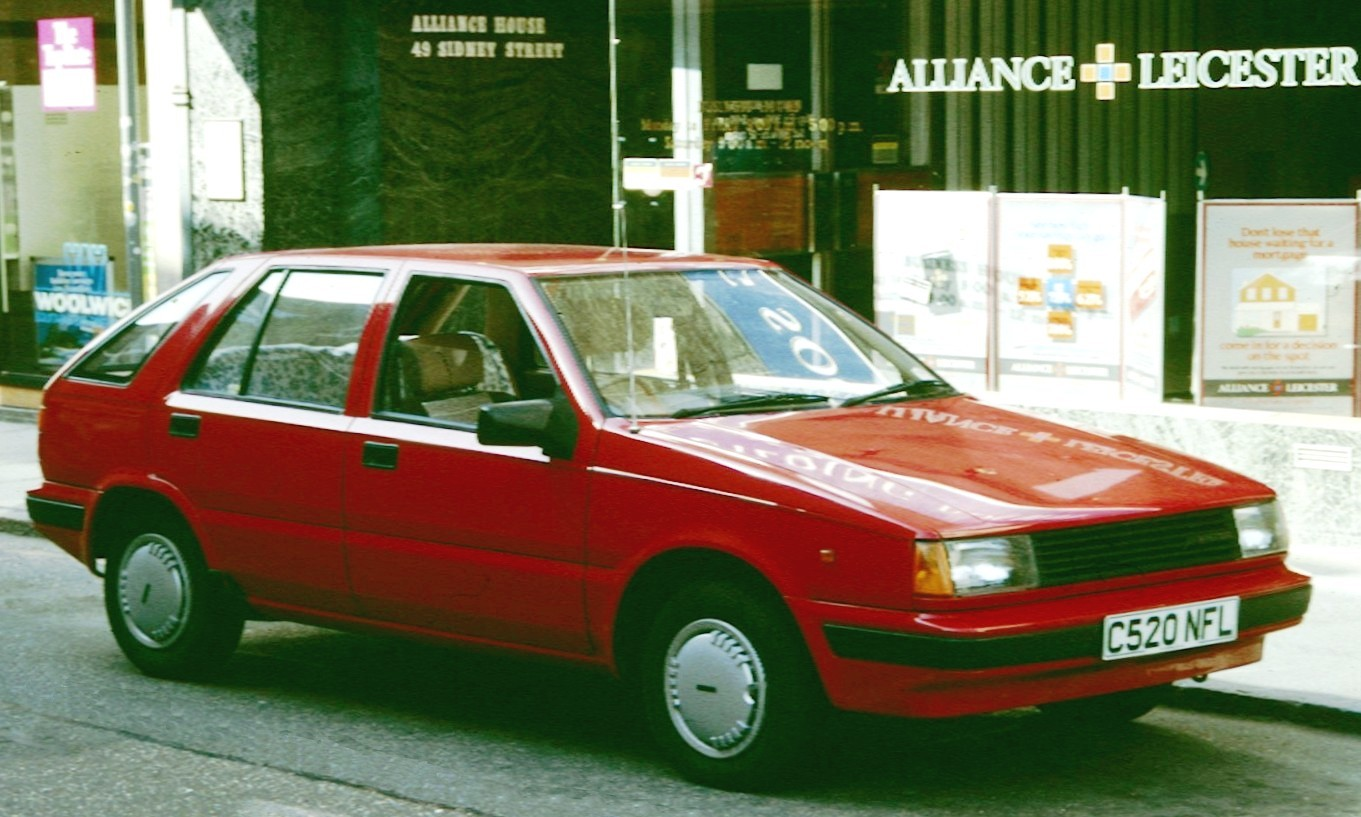
Hyundai Excel в Великобритании
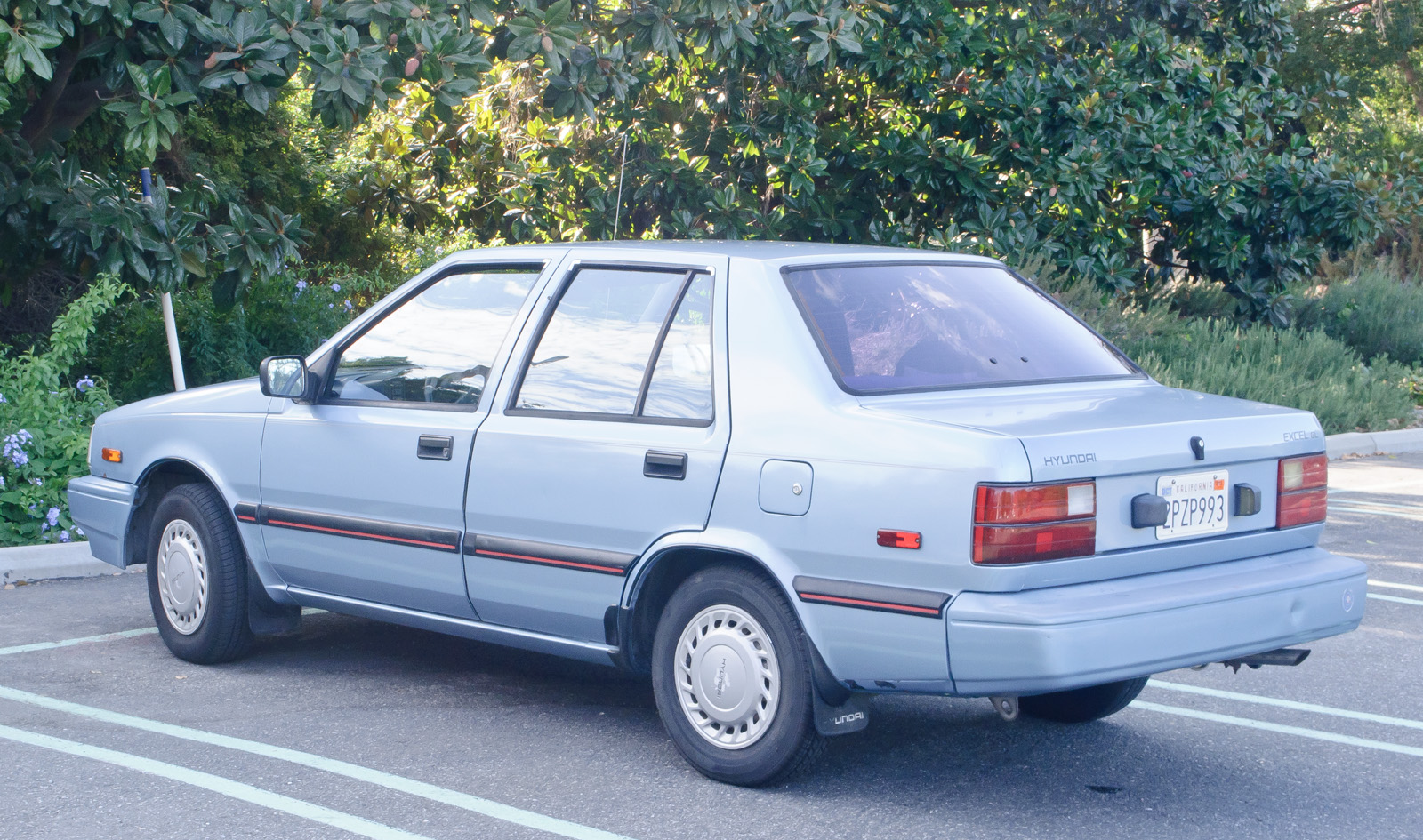
Hyundai Excel в США

## Второе поколение (X2; 1989—1995)
Последнее поколение Hyundai Excel производилось с 1989 года. В 1990 году автомобиль прошёл фейслифтинг. Дизайн взят от модели Hyundai Sonata.

### Галерея

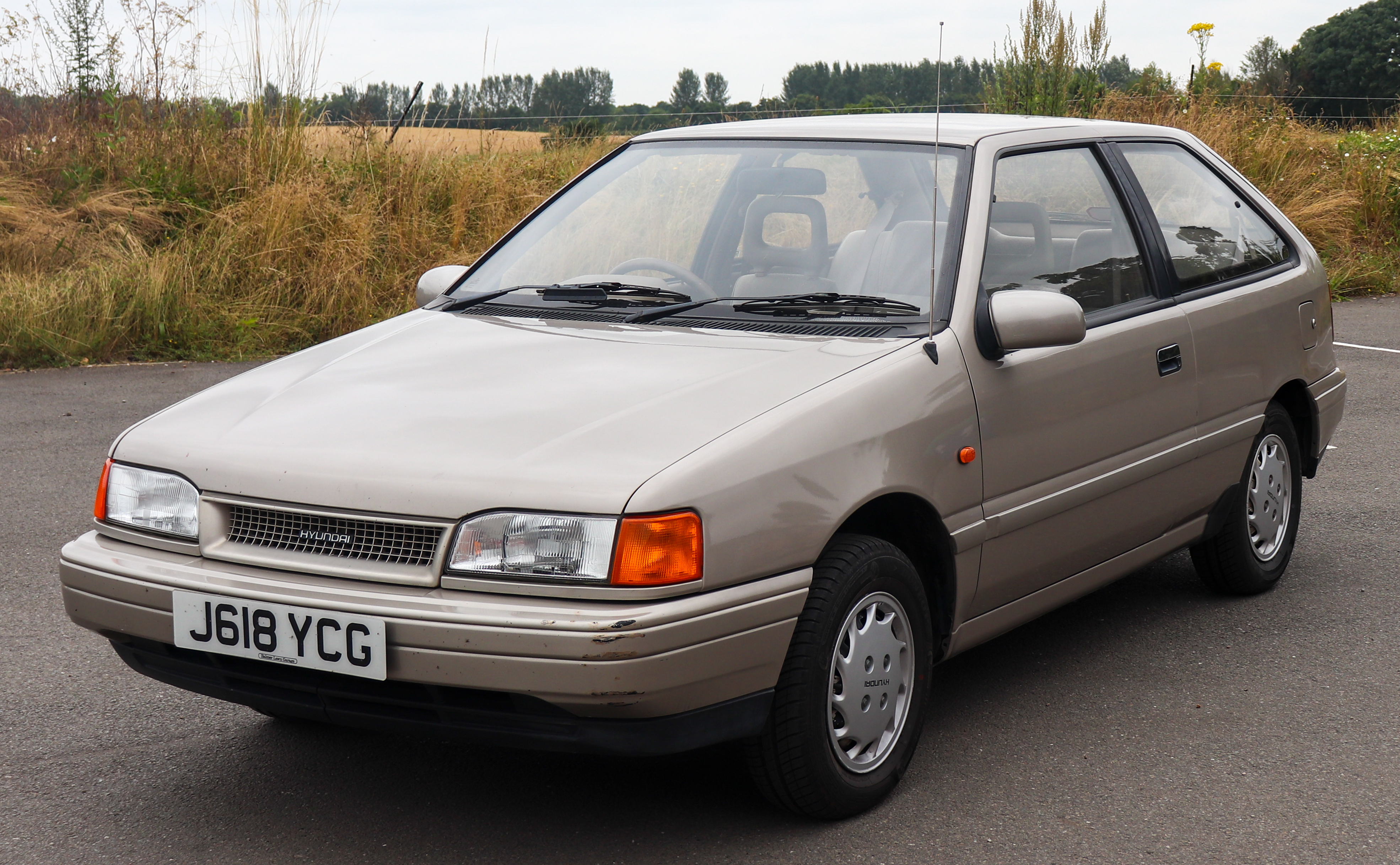
Hyundai Pony X2 LS
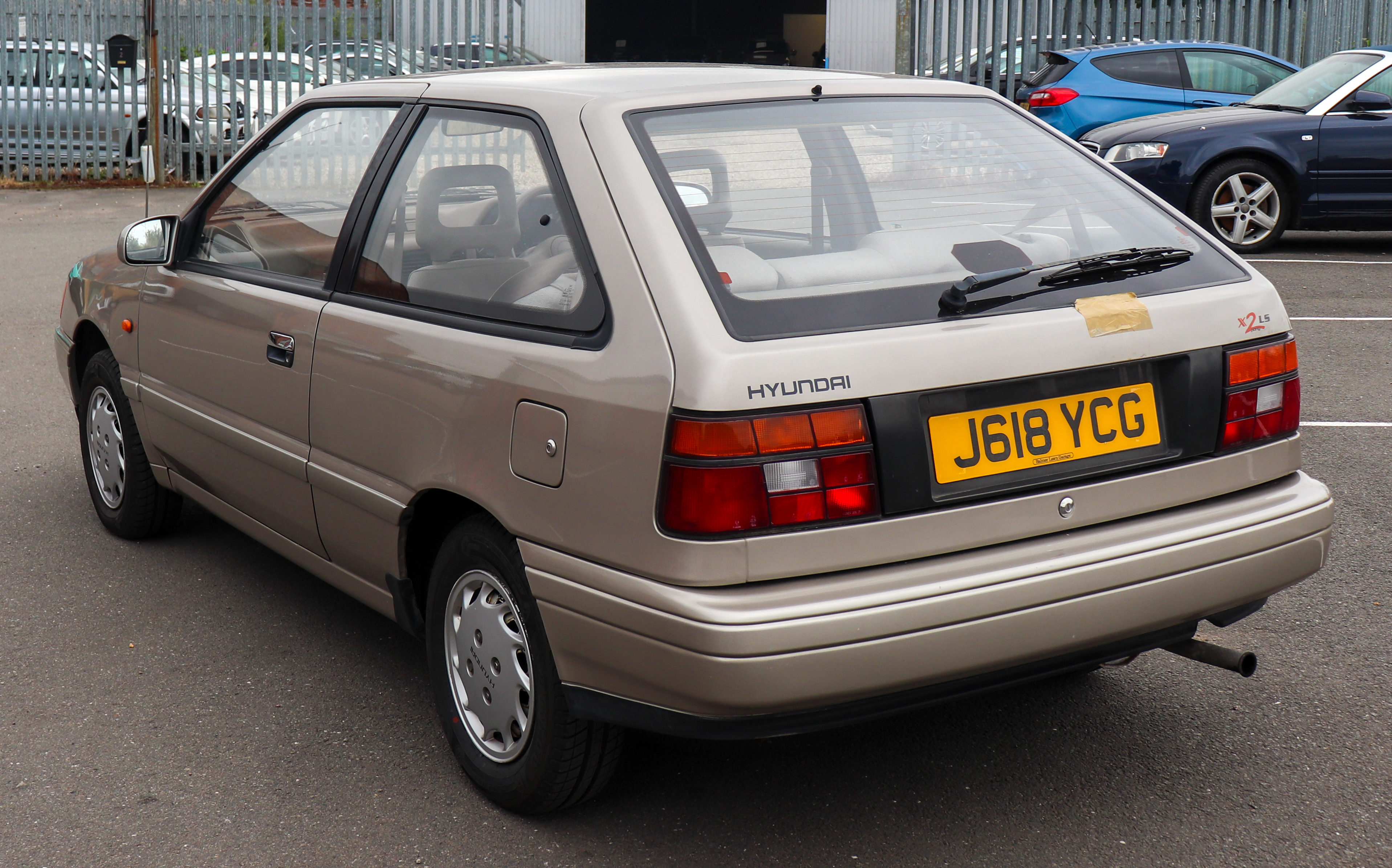
Hyundai Pony X2 LS
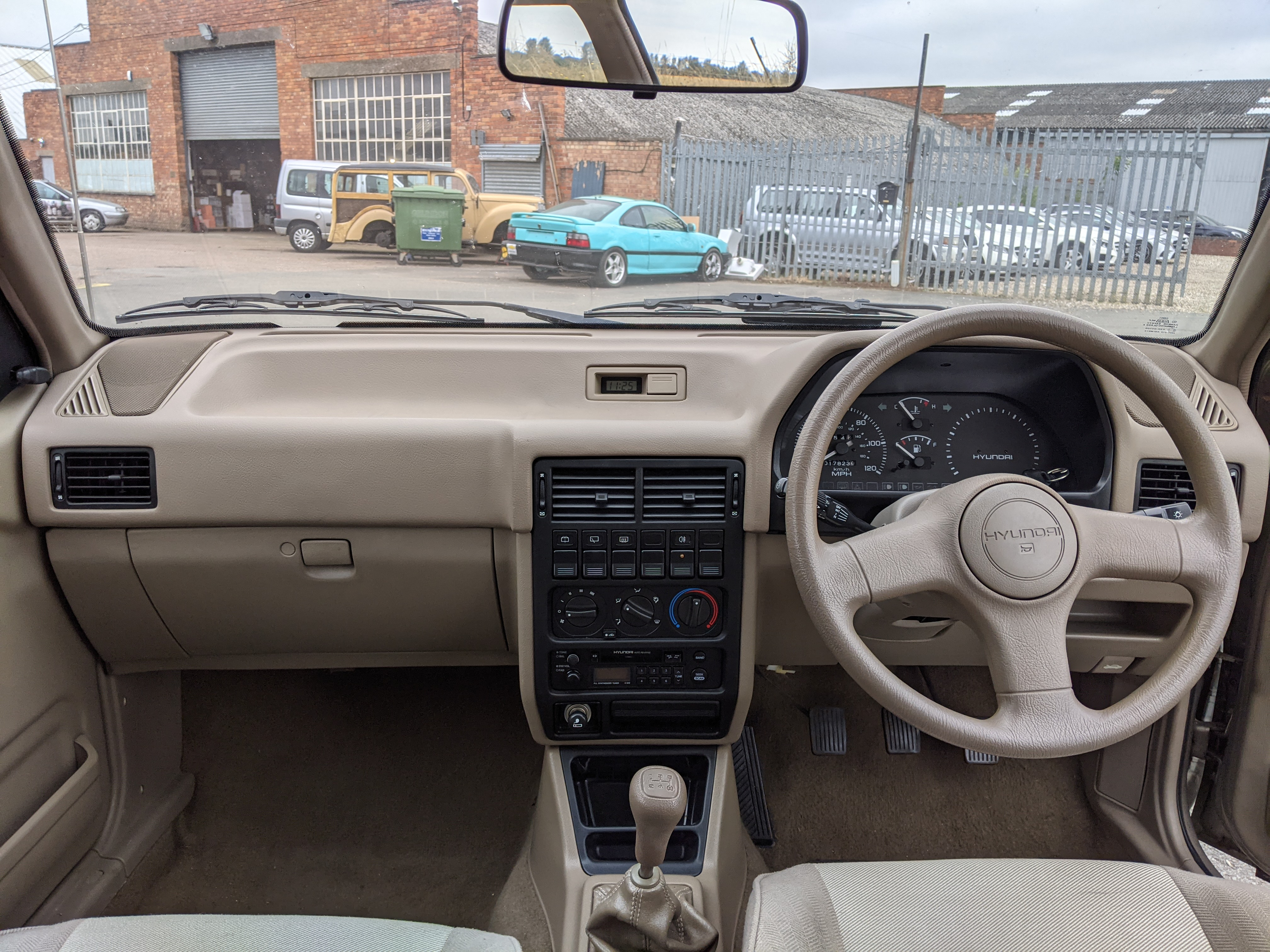
Место водителя
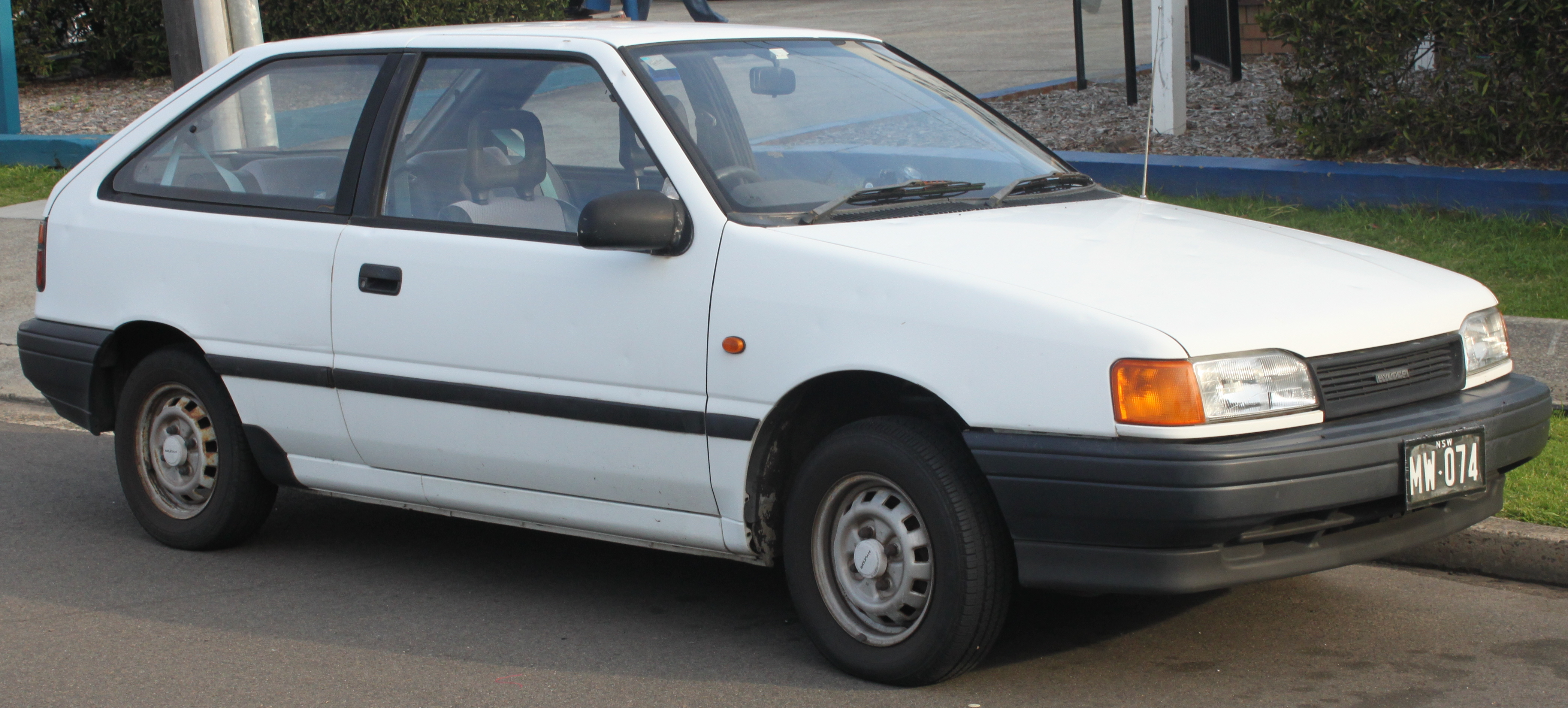
Hyundai Excel X2 GS
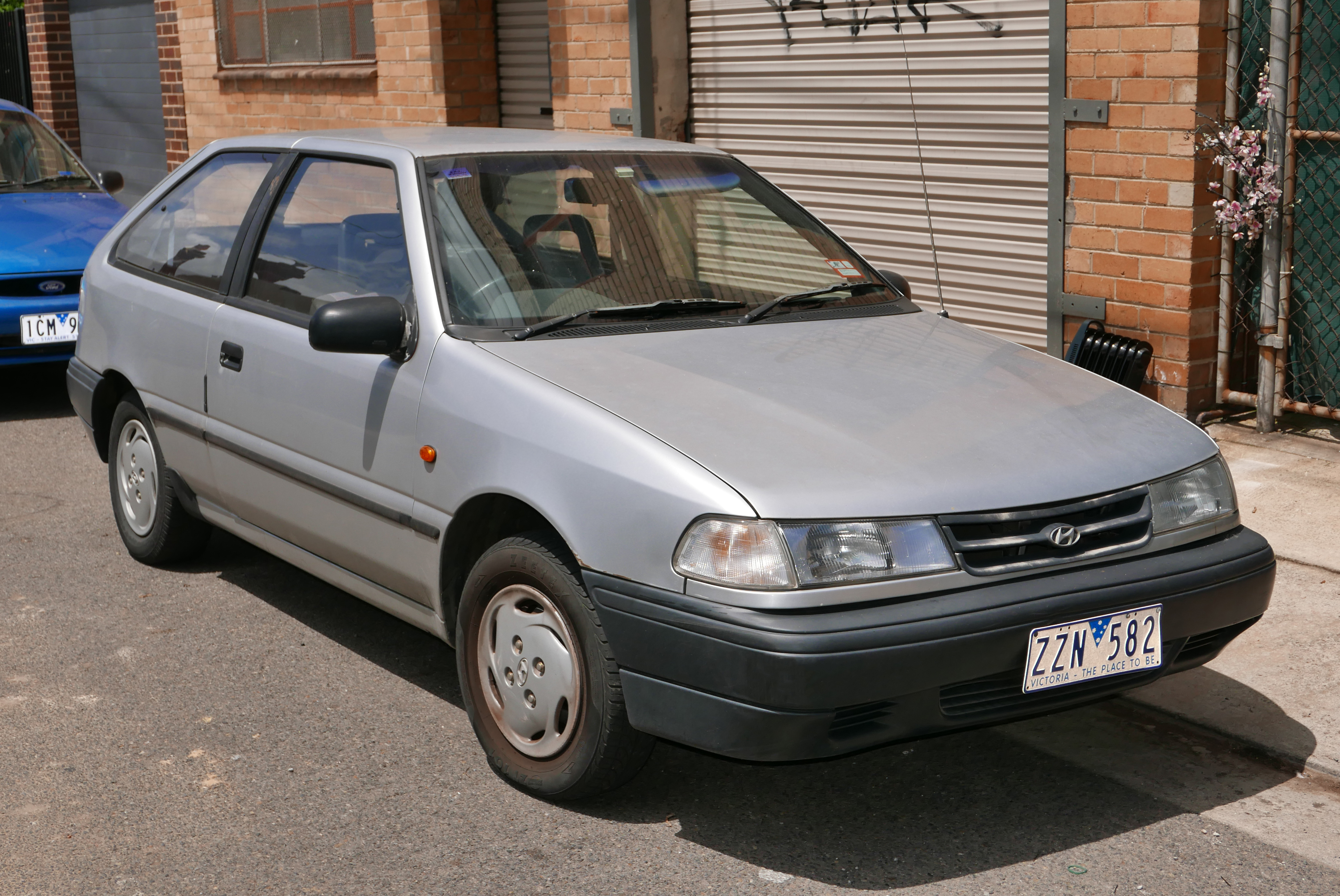
Hyundai Excel (X2) Sprint
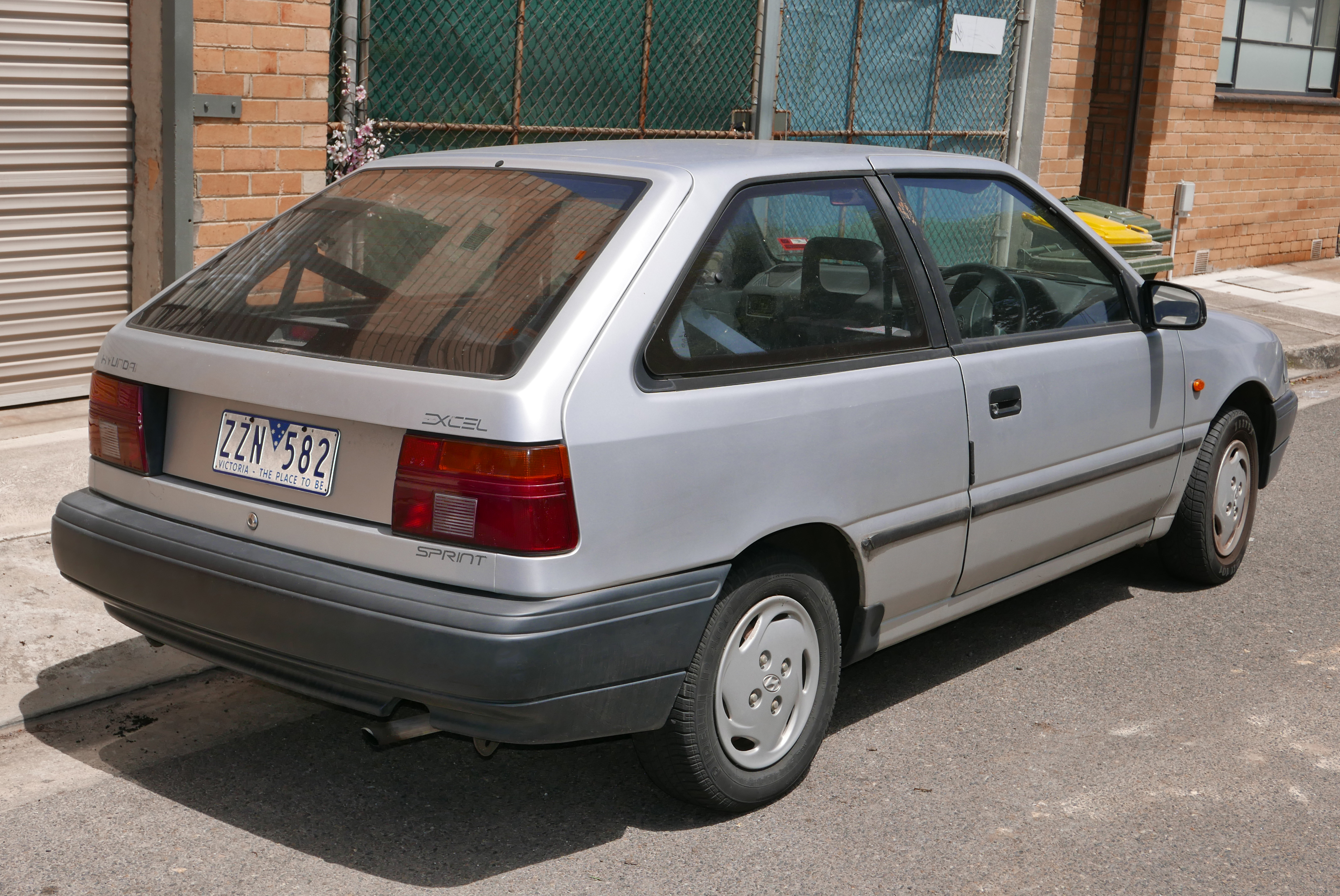
Hyundai Excel (X2) Sprint
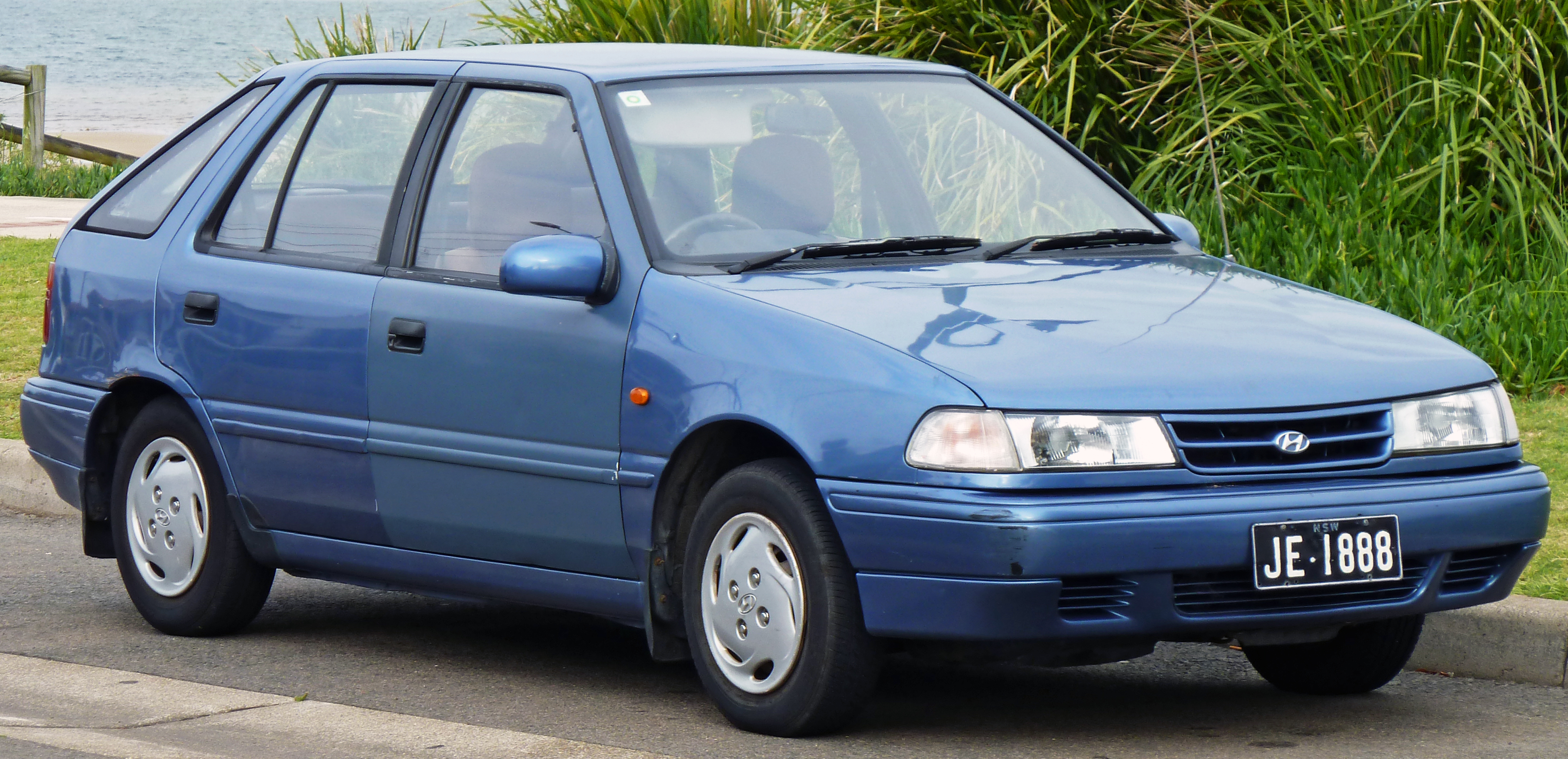
Hyundai Excel (X2) LS в Австралии (вид спереди)
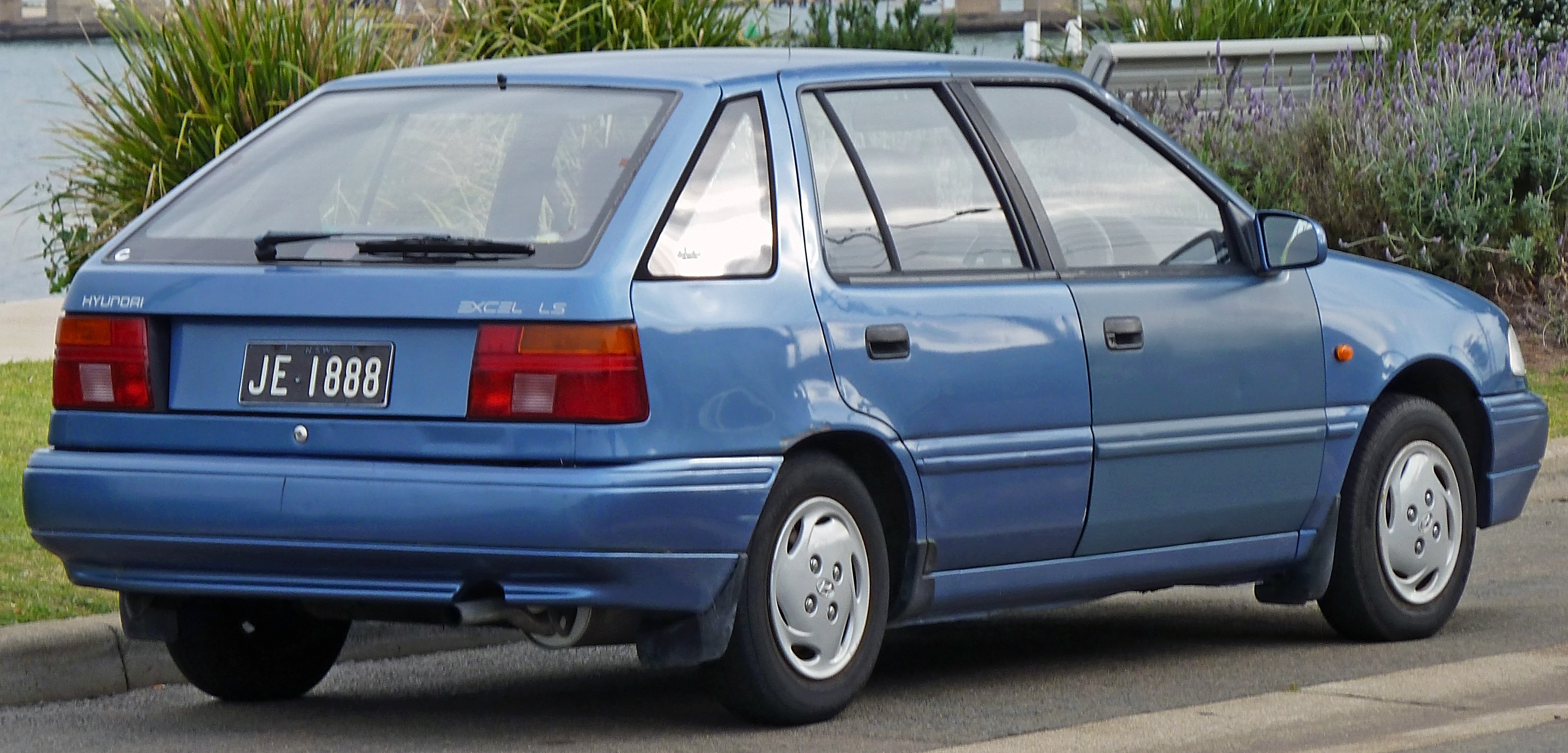
Hyundai Excel (X2) LS в Австралии (вид спереди)
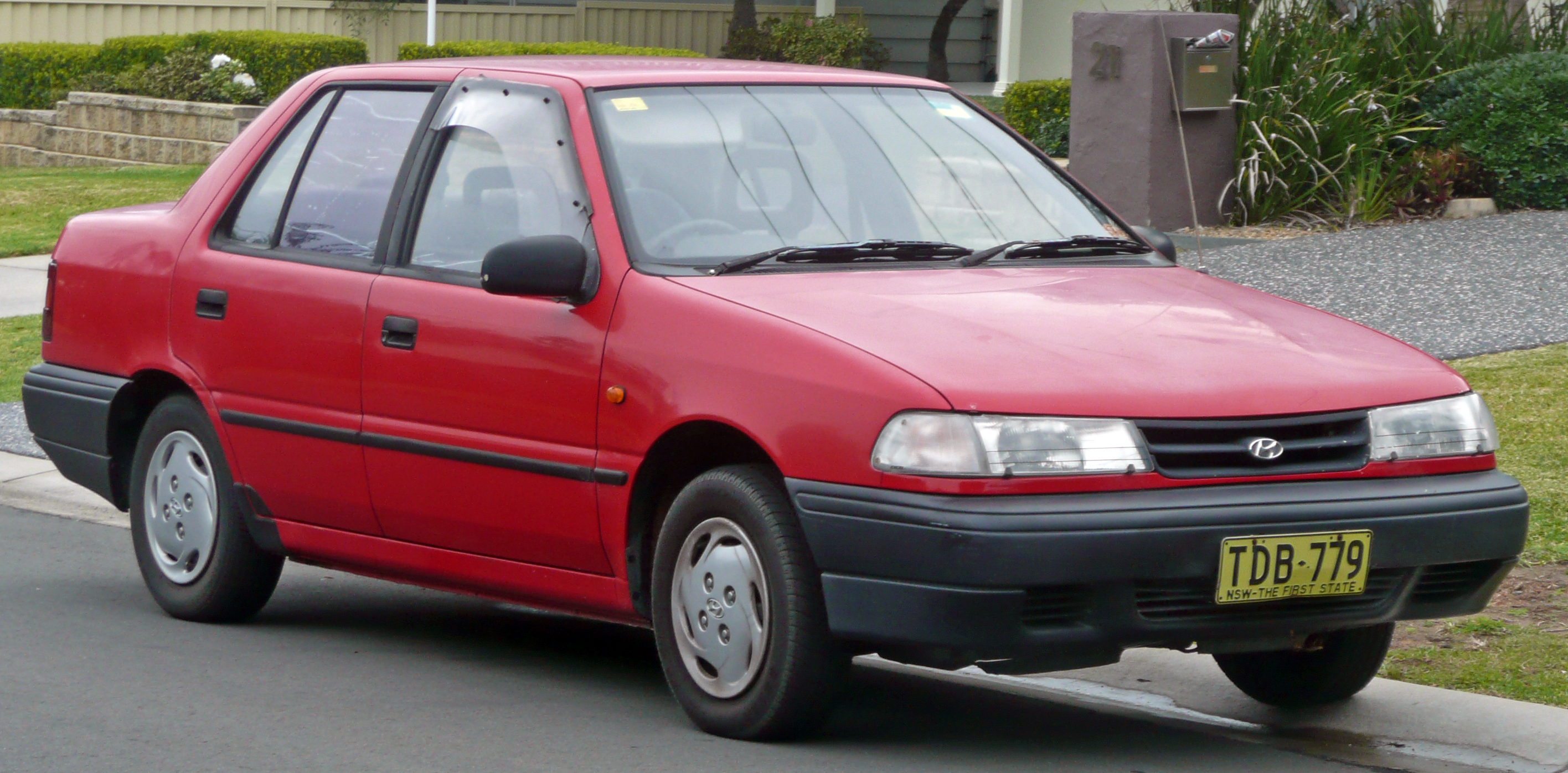
Седан (вид спереди)
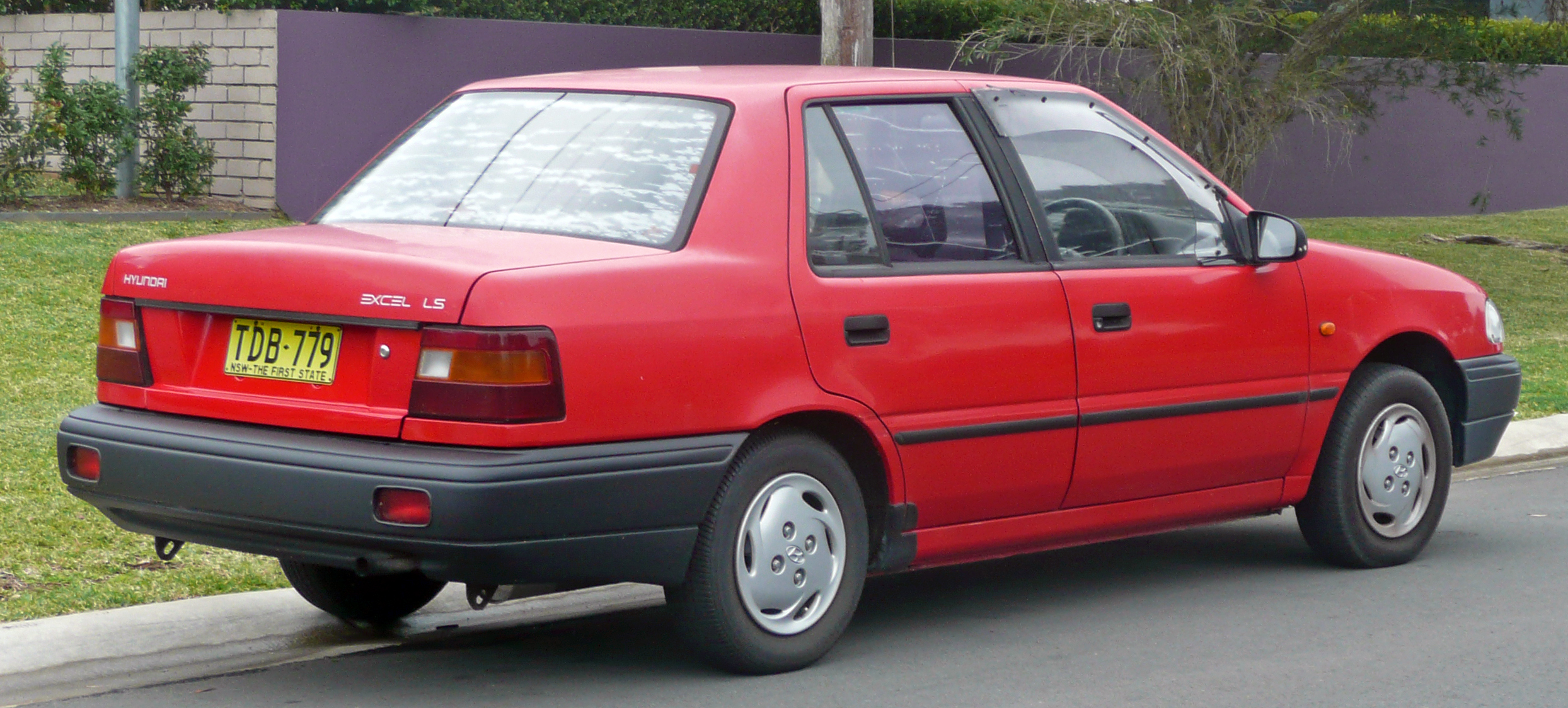
Седан (вид сзади)
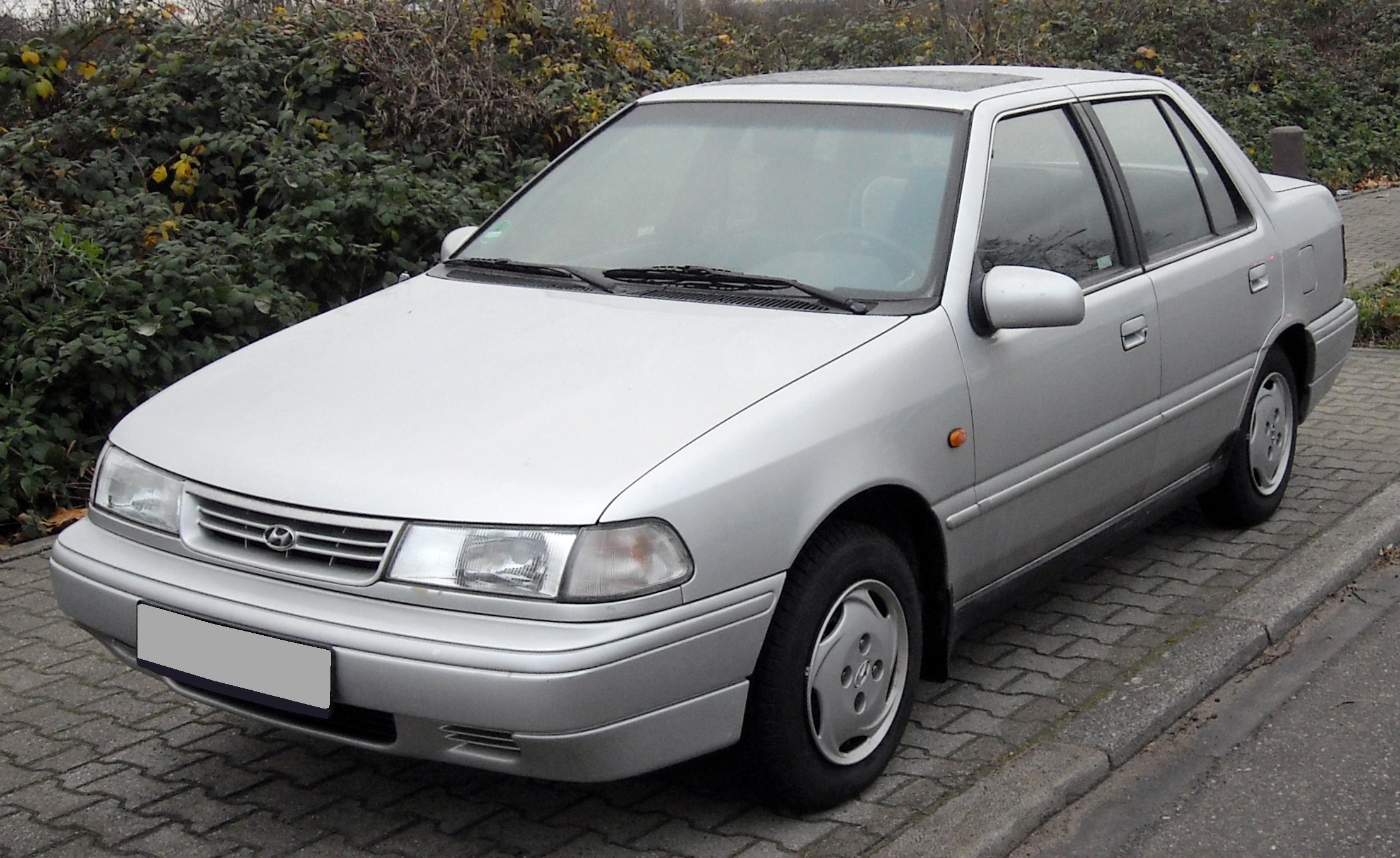
Hyundai Pony GLS
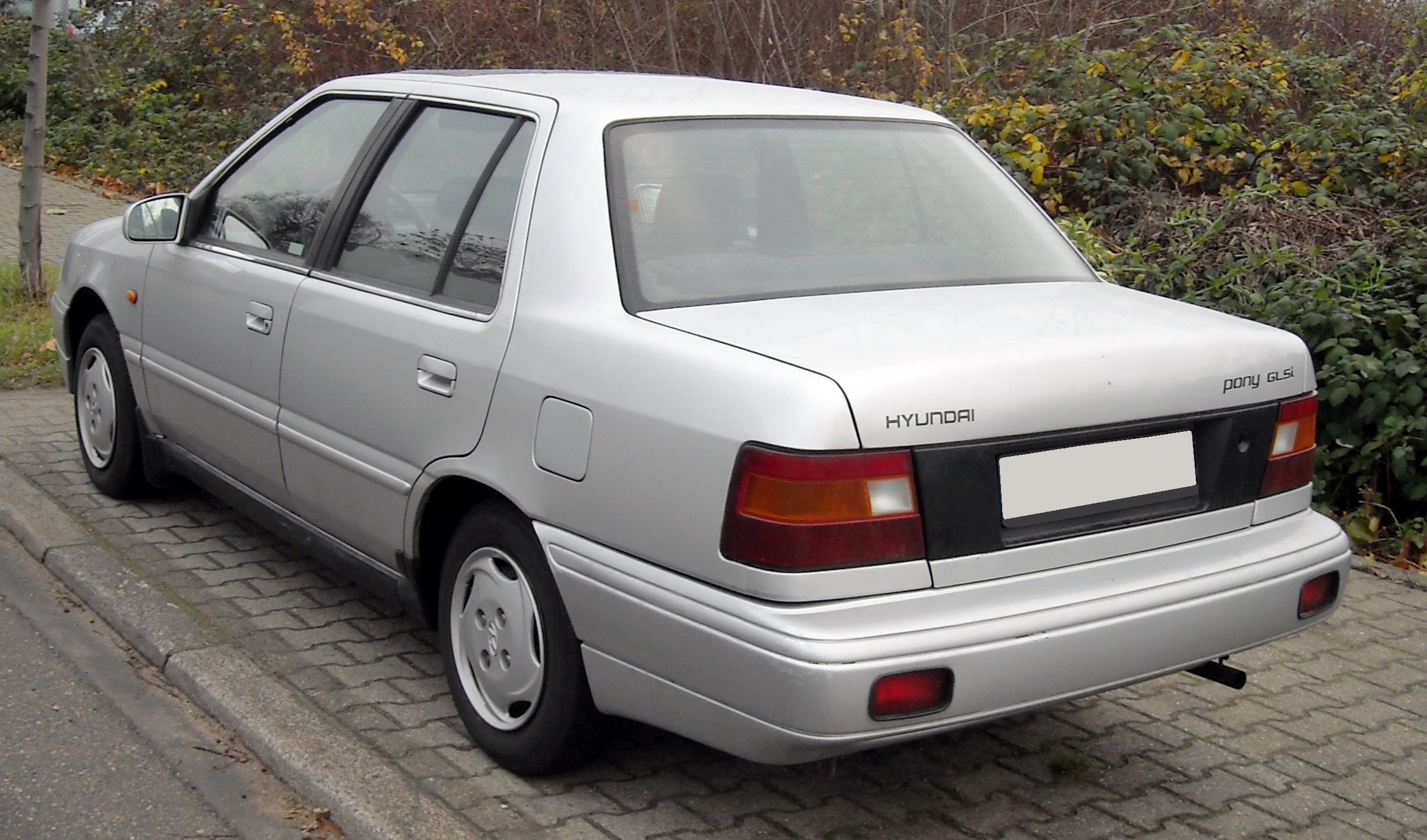
Hyundai Pony GLS

## Третье поколение (X3; 1994—1999)

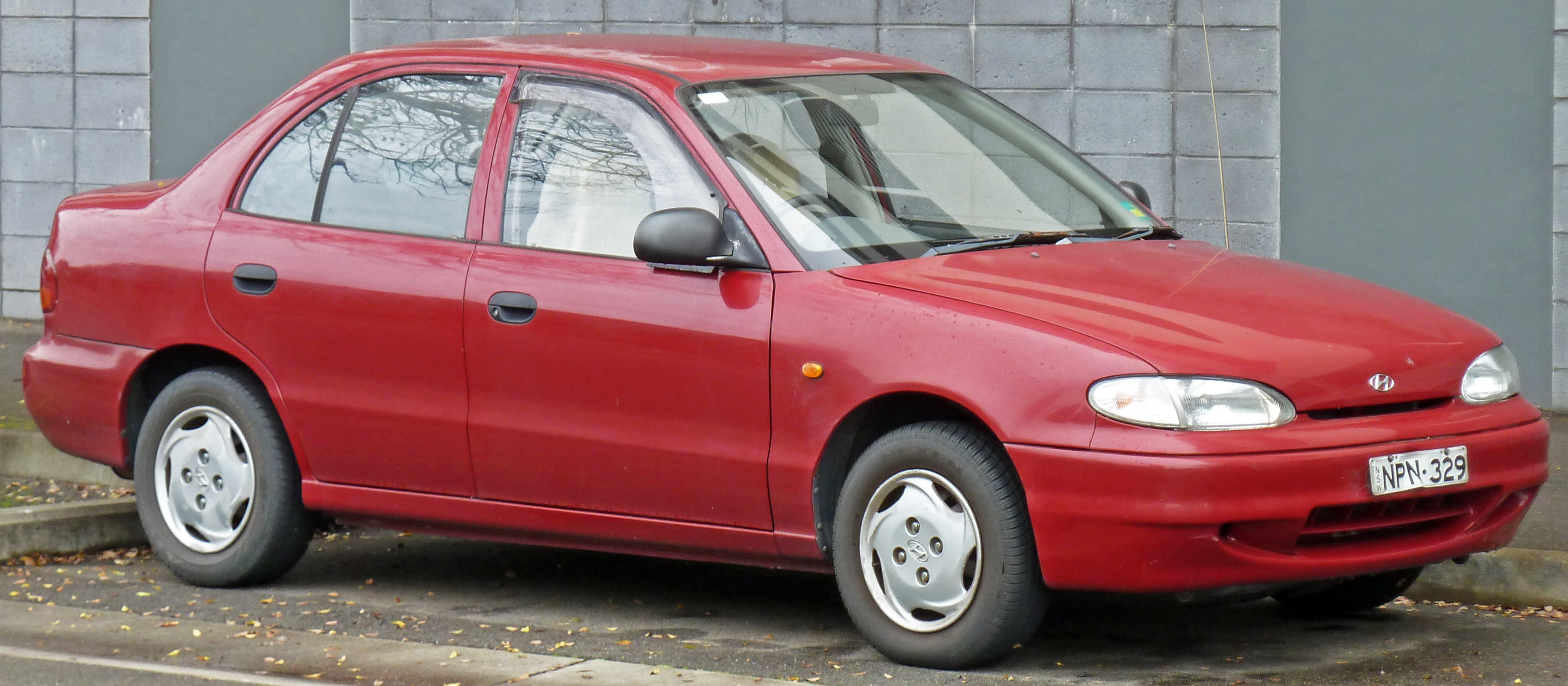
Hyundai Excel (X3) LX

Модель Hyundai Accent производилась под названием Hyundai Excel на некоторых рынках, включая Нидерланды, Бельгию и Австралию.